# Општина Гостивар
Општина Гостивар је једна од 9 општина Полошког региона у Северној Македонији. Седиште општине је истоимени град Гостивар.

## Положај
Општина Гостивар налази се у западном делу Северне Македоније и погранична је према Албанији на западу и Србији на северозападу. Са других страна налазе се друге општине Северне Македоније:
- север — Општина Врапчиште
- североисток — Општина Брвеница
- исток — Општина Македонски Брод
- југоисток — Општина Осломеј
- југ — Општина Зајас
- југозапад — Општина Маврово и Ростуша

## Природне одлике
Рељеф: Општина Гостивар обухвата виши део плодне и густо насељене Полошке котлине и суседне висове. На северу се налази Шар-планина, северозападно планина Враца, а на југу планине Бистра и Буковик.
Клима у нижем делу општине влада умерено континентална клима, а у вишем делу влада њена оштрија варијанта.
Воде: Најважнији ток у општини је река Вардар, која овде истиче. Сви мањи водотоци су њене притоке.

## Становништво
Општина Гостивар имала је по последњем попису из 2002. г. 81.042 ст., од чега у седишту општине, селу Гостивару, 35.847 ст. (44%). Општина је густо насељена.
Национални састав по попису из 2002. године био је:
|           | Број   | Постотак |
| Укупно    | 81.042 | 100%     |
| Албанци   | 53.283 | 66,4%    |
| Македонци | 15.870 | 19,8%    |
| Турци     | 7.991  | 10,0%    |
| Роми      | 2.237  | 2,8%     |
| остали    | 1.661  | 2,0%     |

## Насељена места
У општини постоје 33 насељена места, једно градско (Гостивар), а осталих 32 са статусом села:
| - Гостивар - Балин Дол - Беловиште - Бродец - Вруток - Горња Бањица - Горња Ђоновица | - Горње Јеловце - Дебреше - Доња Бањица - Доња Ђоновица - Доње Јеловце - Железна Река - Здуње | - Корито - Куново - Лакавица - Лешница - Мало Турчане - Мирдита - Митрови Крсти | - Падалиште - Печково - Симница - Србиново - Сушица - Страјане - Равен | - Речане - Трново - Тумчевиште - Форино - Чајле - Чегране |  |